# ريتشارد سايمور (ناشط سلام)
ريتشارد سايمور (بالإنجليزية: Richard Seymour)‏ هو مدون وصحفي بريطاني، ولد في 1977 في بيليمينا في المملكة المتحدة.